# Bảo tàng Đại học Khoa học Đời sống ở Poznań
Bảo tàng Đại học Khoa học Đời sống ở Poznań (tiếng Ba Lan: Muzeum Uniwersytetu Przyrodniczego w Poznaniu) là một bảo tàng lưu giữ lịch sử của Đại học Khoa học Đời sống ở Poznań, tọa lạc tại số 52 Phố Wojska Polskiego, Poznań, Ba Lan.

## Lược sử hình thành
Những bộ sưu tập đầu tiên của Bảo tàng Đại học Khoa học Đời sống ở Poznań được Wacław Sokołowski (giám đốc Thư viện chính của Trường) thu thập. Nhờ những nỗ lực của Wacław Sokołowski, Bảo tàng Đại học Khoa học Đời sống ở Poznań chính thức mở cửa vào năm 1989, nhân kỷ niệm 70 năm nghiên cứu nông nghiệp và lâm nghiệp ở Poznań. Bộ sưu tập của Bảo tàng được Hiệp hội Cựu sinh viên Đại học tiếp quản vào giữa thập niên 1990 với sự hỗ trợ của các giáo sư Stefan Alexandrowicz và Mieczysław Rutkowski.

## Triển lãm
Bộ sưu tập của Bảo tàng Đại học Khoa học Đời sống ở Poznań hiện đang bao gồm 590 đơn vị chuyên đề, trong đó có 4.636 tài liệu, bao gồm: ảnh các loại (chân dung, tranh vẽ), huy chương, văn bằng, tư liệu cá nhân, nghiên cứu về con người và sự kiện, và các thứ khác. Các hiện vật tiêu biểu có giá trị nhất: bản sao các bức thư từ Hipolit Cegielski gửi August Cieszkowski về việc thành lập Trường Nông nghiệp ở Żabikowo, dự thảo các điều kiện hoạt động của Trường, ảnh và tài liệu từ thập niên 1920 và 1930, khu trồng cây dành cho sinh viên, và các thứ khác.